# Campionati mondiali di bob 2001
I Campionati mondiali di bob 2001, cinquantesima edizione della manifestazione organizzata dalla Federazione Internazionale di Bob e Skeleton, si sono disputati dal 27 gennaio al 4 febbraio 2001 a Sankt Moritz, in Svizzera, per gli uomini, sulla pista Olympia Bobrun St. Moritz–Celerina, il tracciato naturale sul quale si svolsero le competizioni del bob e delle skeleton ai Giochi di Sankt Moritz 1928 e di Sankt Moritz 1948 e le rassegne iridate maschili del 1931, del 1935, del 1937 (limitatamente al bob a quattro), del 1938 e del 1939 (solo bob a due), del 1947, del 1955, del 1957, del 1959, del 1965, del 1970, del 1974, del 1977, del 1982, del 1987, del 1990 e del 1997 per entrambe le specialità maschili.

Per le donne la competizione iridata si è invece svolta l'8 e il 9 febbraio 2001 a Calgary, in Canada, sulla Pista del Canada Olympic Park, il tracciato sul quale si svolsero le competizioni del bob e dello slittino ai Giochi di Calgary 1988. La località elvetica ha ospitato quindi le competizioni iridate per la sedicesima volta nel bob a quattro e per la quindicesima nel bob a due uomini mentre quella canadese fu per la prima volta sede della rassegna mondiale nel bob a due donne.
L'edizione ha visto prevalere nel medagliere la Germania che ha conquistato due medaglie d'oro su tre e quattro in totale sulle nove disponibili. I titoli sono stati infatti vinti nel bob a due uomini da Christoph Langen e Marco Jakobs e nel bob a quattro da Christoph Langen, Markus Zimmermann, Sven Peter e Alexander Metzger mentre nella gara femminile la vittoria è andata alle svizzere Françoise Burdet e Katharina Sutter.

## Risultati

### Bob a due uomini
La gara si è svolta il 27 e il 28 gennaio 2001 nell'arco di quattro manches ed hanno preso parte alla competizione 33 compagini in rappresentanza di 18 differenti nazioni. Detentori del titolo erano i tedeschi Christoph Langen e Markus Zimmermann, con Langen riconfermatosi campione ma con Marco Jakobs al posto di Zimmermann, davanti alla coppia svizzera formata da Reto Götschi, già campione a Sankt Moritz 1997 e bronzo a Calgary 1996, e Cédric Grand. Terza al traguardo giunse l'altra formazione elvetica costituita da Martin Annen e Beat Hefti, entrambi alla prima medaglia iridata di specialità.
| Pos. | Atleti                         | Nazione       | Tempo   | Distacco |
| ---- | ------------------------------ | ------------- | ------- | -------- |
|      | Christoph Langen Marco Jakobs  | Germania I    | 4:16.78 |          |
|      | Reto Götschi Cédric Grand      | Svizzera III  | 4:17.73 | +0.95    |
|      | Martin Annen Beat Hefti        | Svizzera II   | 4:17.84 | +1.06    |
| 4    | Christian Reich Steve Anderhub | Svizzera I    | 4:18.38 | +1.60    |
| 5    | Pierre Lueders Ken Leblanc     | Canada I      | 4:18.87 | +2.09    |
| 6    | René Spies Franz Sagmeister    | Germania II   | 4:19.54 | +2.76    |
| 7    | Mike Dionne nd                 | Stati Uniti I | 4:20.09 | +3.31    |
| 8    | Günther Huber nd               | Italia I      | 4:20.18 | +3.40    |
| 9    | Evgenij Popov nd               | Russia II     | 4:20.32 | +3.54    |
| 10   | Bruno Mingeon nd               | Francia II    | 4:20.65 | +3.87    |

### Bob a due donne
La gara si è svolta l'8 e il 9 febbraio 2001 nell'arco di quattro manches. Campione uscente era l'equipaggio tedesco composto da Gabriele Kohlisch e Kathleen Hering e il titolo è stato pertanto conquistato dalla coppia elvetica formata da Françoise Burdet e Katharina Sutter, entrambe già bronzo nella precedente edizione di Winterberg 2000, con un distacco di due centesimi di secondo dalle seconde classificate, le statunitensi Jean Racine e Jennifer Davidson, riconfermando ambedue l'argento di Winterberg 2000, e alle tedesche Susi Erdmann e Tanja Hess, alla loro prima medaglia iridata.
| Pos. | Atleti                            | Nazione        | Tempo   | Distacco |
| ---- | --------------------------------- | -------------- | ------- | -------- |
|      | Françoise Burdet Katharina Sutter | Svizzera I     | 1:55.08 |          |
|      | Jean Racine Jennifer Davidson     | Stati Uniti I  | 1:55.10 | +0.02    |
|      | Susi Erdmann Tanja Hess           | Germania II    | 1:55.40 | +0.32    |
| 4    | Karin Olsson Ludmila Engquist     | Svezia I       | 1:56.06 | +0.98    |
| 5    | Christina Smith nd                | Canada I       | 1:56.09 | +1.01    |
| 6    | Sandra Prokoff Kerstin Jürgens    | Germania I     | 1:56.14 | +1.06    |
| 7    | Christine Fraser nd               | Canada II      | 1:56.15 | +1.07    |
| 8    | Bonny Warner nd                   | Stati Uniti II | 1:56.16 | +1.08    |
| 9    | Eline Jurg nd                     | Paesi Bassi I  | 1:56.29 | +1.21    |
| 10   | Katrin Dostthaler Ulrike Holzner  | Germania III   | 1:56.31 | +1.23    |

### Bob a quattro
La gara si è svolta il 3 e il 4 febbraio 2001 nell'arco di quattro manches. Campione mondiale in carica era il quartetto tedesco composto da André Lange, René Hoppe, Lars Behrendt e Carsten Embach, giunto secondo in questa edizione con gli stessi componenti, e il titolo è stato pertanto conquistato dai connazionali Christoph Langen, Markus Zimmermann, Sven Peter e Alex Metzger, con Langen e Zimmermann che bissano l'oro a quattro ottenuto a Calgary 1996. Sul terzo gradino del podio è salita la compagine svizzera formata da Christian Reich, Steve Anderhub, Urs Aeberhard e Domenic Keller, già bronzo nella precedente edizione di Altenberg 2000 ma in quell'occasione con Bruno Aeberhard al posto di Anderhub..
| Pos. | Atleti                                                          | Nazione       | Tempo   | Distacco |
| ---- | --------------------------------------------------------------- | ------------- | ------- | -------- |
|      | Christoph Langen Markus Zimmermann Sven Peter Alexander Metzger | Germania III  | 4:10.45 |          |
|      | André Lange Lars Behrendt René Hoppe Carsten Embach             | Germania I    | 4:11.69 | +1.24    |
|      | Christian Reich Steve Anderhub Urs Aeberhard Domenic Keller     | Svizzera I    | 4:11.95 | +1.50    |
| 4    | Sandis Prūsis nd                                                | Lettonia I    | 4:12.03 | +1.58    |
| 5    | Reto Götschi nd                                                 | Svizzera II   | 4:12.04 | +1.59    |
| 6    | Matthias Benesch Torsten Voss Udo Lehmann Barucha               | Germania II   | 4:12.25 | +1.80    |
| 7    | Bruno Mingeon nd                                                | Francia II    | 4:12.99 | +2.54    |
| 8    | Evgenij Popov nd                                                | Russia II     | 4:13.11 | +2.66    |
| 9    | Mike Dionne nd                                                  | Stati Uniti I | 4:13.12 | +2.67    |
| 10   | Sean Olsson nd                                                  | Regno Unito I | 4:13.32 | +2.87    |

## Medagliere
| Posizione | Nazione     | Oro | Argento | Bronzo | Totale |
| --------- | ----------- | --- | ------- | ------ | ------ |
| 1         | Germania    | 2   | 1       | 1      | 4      |
| 2         | Svizzera    | 1   | 1       | 2      | 4      |
| 3         | Stati Uniti | 0   | 1       | 0      | 1      |
| Totale    | Totale      | 3   | 3       | 3      | 9      |